# Buhoodle
Buhoodle oder Buuhoodle (Alternativschreibung Bohotle) ist eine Ortschaft der mittlerweile von der Verwaltungsregion Togdheer abgetrennten Region Ayn im Norden Somalias, die sowohl von khaatumo als auch von Khaatumo beansprucht wird. Sie liegt an der Grenze zu Äthiopien (Somali-Region) im Gebiet Haud.
Die Bewohner gehören größtenteils dem Somali-Clan der Dolbohanta-Darod an.
Nahe Buhoodle wurde der bekannte Sufi-Scheich, Dichter und Aufstandsführer Mohammed Abdullah Hassan geboren.